# إسرائيل والإرهاب الذي ترعاه الدولة
تتهم إسرائيل بدعم المنظمات المسلحة للقيام بعمليات قتالية ضدها في الشرق الاوسط، وخاصة ضد إيران. وهي تبذل جهود خاصة لمنع جيرانها من امتلاك قدرات نووية، للحفاظ على تفوقها العسكري النوعي أمام أعدائها المتفوقين عدديا.

## الصراع مع إيران
تعتبر العلاقات الإسرائيلية الإيرانية علاقات متوترة وعدائية، وهناك صراع مستمر غير مباشر بينهما. تبذل الدولتان جهودا لتقويض نفوذ الآخر في المنطقة من خلال استخدامهما لوسائل مختلفة كوسائل دبلوماسية واقتصادية وعسكرية. تدعم إيران حزب الله وحركة حماس ضد إسرائيل وتدعم إسرائيل مختلف الجماعات المسلحة في نزاعها مع الحكومة الإيرانية.
خلال عامين 2010-2012 م تم اغتيال أربعة من العلماء النوويين الإيرانيين - مسعود محمدي، مجيد شهرياري، داريوش رضائي نجاد ومصطفى أحمدي روشن - في طهران. نفذت ثلاثة من هذه العمليات باستخدام القنابل المغناطيسية، لكن اغتيل داريوش رضائي نجاد بالرصاص امام منزله.
يؤكد المسؤولون الأمريكيون إنّ مجاهدي خلق هم وراء هذه الاغتيالات بدعم وتدريب وتسليح من قبل الموساد الإسرائيلي.
وقد كان انفجار ترسانة بیدغانة انفجارا كبیرا وقع فی 12 نوفمبر 2011 فی الحامیة الصاروخیة مدرّس. وقتل اللواء حسن طهراني مقدم في الانفجار. نقلت مجلة تایم عن مسؤول غربي لم يذكر اسمه قوله ان الانفجار كان عملا متعمدا، وقال وزير الدفاع الإسرائيلي إيهود باراك عن الانفجار بأن «قد يكون هناك المزيد من هذه الانفجارات».
وقبل عامٍ، في 12 أكتوبر 2010، وقع انفجار في حامية إمام علي في خرم اباد. كتبت صحيفة «ديلي تلغراف» في مقال نشرته:«ان وسائل الاعلام الإسرائيلية ادعت ان الحادث كان عمل تخريبي إسرائيلي».

### جند الله
أكد تقرير نشرته مجلة فورين بوليسي عام 2012، ان عناصر في جهاز الاستخبارات الإسرائيلي، موساد، جندوا أعضاء في جند الله لتنفيذ هجمات في إيران، بعدما ادعوا انهم عناصر من وكالة الاستخبارات المركزية سي آي ايه، الاسلوب الذي يرمز له عادة في لغة الاستخبارات بمصطلح عملية الراية المزيفة. جند الله هي منظمة إرهابية تنشط في اقليم بلوشستان جنوب غرب باكستان، مسؤولة عن اغتيال مسؤولين حكوميين إيرانيين، فضلا عن مصرع نساء واطفال إيرانيين أيضا.

### بيجاك

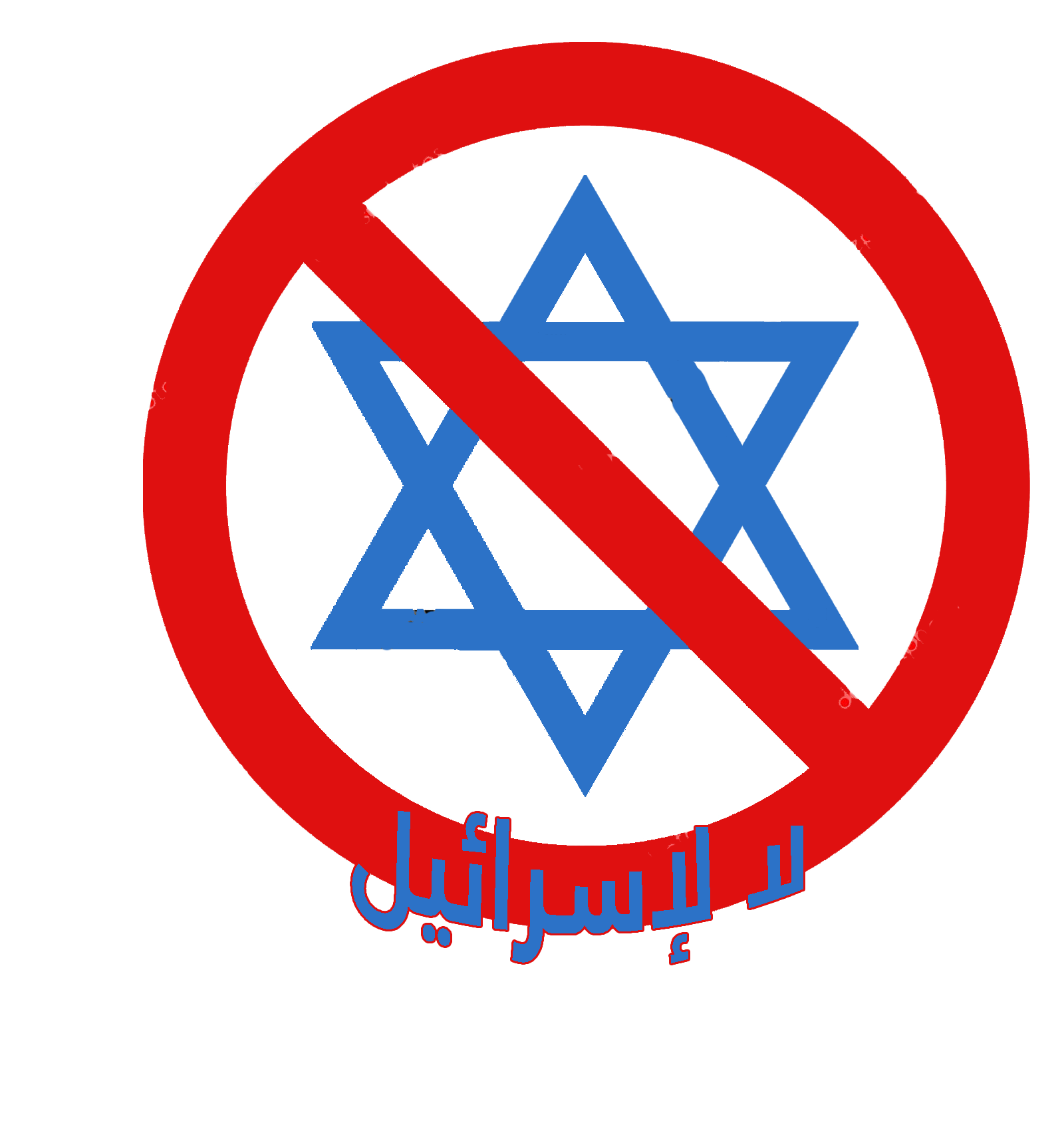

يقول المحلل السياسي اريك دريتسر: «وفقاً لوثائق ويكيليكس ان إسرائيل منذ فترة طويلة حاولت استخدام الجماعات الكردية مثل بيجاك ضد إيران».

## تفجيرات بغداد 1950-1951
تفجيرات بغداد 1950-1951 هي سلسلة من التفجيرات، وقعت بين أبريل 1950 ويونيو 1951 استهدفت أماكن عامة لليهود في بغداد.
لم يعرف أحد هوية المسؤول عن تلك الانفجارات، إلى أن أعلنت الحكومة العراقية في 26 يونيو 1951 عن ألقاء القبض علی أجنبيان يهوديان من عملاء موساد ومن بعدها عن اكتشاف كمية من المتفجرات والأسلحة والوثائق وقوائم بأسماء أعضاء في الخلايا الصهيونية. كان الهدف من تلك التفجيرات دفع اليهود إلى الهجرة وكان تأثيرها قوي في هجرتهم.
نفت إسرائيل باستمرار تورطها في التفجيرات. ولكن بعد فضيحة لافون اعترف وزير الدفاع الإسرائيلي آنذاك في تعليقه على تلك الفضيحة، بصورة غير مباشرة، بتورط الحكومة الإسرائيلية في التفجيرات في العراق.

## فضيحة لافون
فضيحة لافون هي عملية سرية إسرائيلية فاشلة، التي معروفة أيضا باسم «عملية سوزانا»، وهي جرت في أوائل الخمسينيات في مصر في صيف عام 1954. وكانت الخطة هي ضرب مصالح ورعايا بريطانيين وأمريكيين في مصر والقيام بحرائق في منشآت عامة بهدف خلق التوتر في العلاقات المصرية الأمريكية، وعدول بريطانيا عن اجلاء قواتها من السويس ومن ثم إلصاق التهمة بالإخوان المسلمين أو الشيوعيين المناوئين لحكم جمال عبد الناصر.
فتم تجنيد مجموعة من الشباب يهود مصر من قبل المخابرات العسكرية الإسرائيلية. جاءت الضربة الأولی يوم 2 يوليو 1954 لمبني البريد الرئيسي بالأسكندرية، والضربة الثانية يوم 14 يوليو في مكاتب الاستعلامات الأمريكية في القاهرة والإسكندرية. وكاد الحريق الثالث أن يحدث في 23 يوليو في سينما ريو بالأسكندرية، لكن اشتعال النار في ملابس أحد المنفذين قبل أن يضع قنبلة حارقة داخل السينما كشفت المخطط كله.
فاكتشفت السلطات المصرية العملية وسميت العملية باسم «فضيحة لافون» نسبة إلى وزير الدفاع الإسرائيلي آنذاك بنحاس لافون الذي أشرف بنفسه على التخطيط للعملية.
بعد هذه العملية اضطر وزير الدفاع الإسرائيلي بينهاس لافون إلى الاستقالة. وعلى الرغم من أن إسرائيل نفت أي تورط لها في العملية لمدة 51 عاما، ولكن في عام 2005 قام الرئيس الإسرائيلي موشي كاتساف بتكريم الناجين من عملية.

## العلاقة بين إسرائيل والمعارضة السورية
تقدم إسرائيل المساعدات الطبية للجرحى من التنظيمات المسلحة ضد النظام السوري  عبر حدود مرتفعات الجولان التي تسيطر عليها. ومعظم هذه المساعدات تقدم إلى جبهة النصرة.
يشير الباحث أيمن جواد التميمي إلى أن تقديم إسرائيل العلاج الطبي لجرحى جبهة النصرة «لا يدلّ علی وجود سياسة إسرائيلية لتوفير العلاج لعناصر الحزب». ويقول مسؤولون إسرائيليون بإنهم يقدمون المساعدات الإنسانية للمقاتلين والمدنيين الجرحى بغض النظر عن هويتهم. لكن وفقا لتقرير نشرته صحيفة وول ستريت جورنال الأمريكية في مارس 2015، ان ثلثي الجرحى السوريين الذين استُقبلوا للعلاج في إسرائيل هم من المقاتلين.
كشفت تقارير أعدها مراقبو الأمم المتحدة في هضبة الجولان، عن تكثيف التعاون بين إسرائيل وتنظيمات المعارضة السورية. وتشير التقارير إلی اللقاءات التي جرت بين المسلحين السوريين والجيش الإسرائيلي. كما اشار المراقبون إلى قيام قوات إسرائيلية بتسليم صندوقين ذو محتويات مجهولة إلى مسلحي المعارضة السورية. من المعتقد أن إسرائيل تقوم بتبادل المعلومات الاستخباراتية مع المتمردين، وعلى الرغم من أنه من غير المعروف ما إذا كانت إسرائيل قدمت أسلحة لهم. أوضح رئيس المخابرات العسكرية الإسرائيلية السابق آموس يادلين الأساس المنطقي لإسرائيل: "ليس هناك شك في أن حزب الله وإيران يشكلان التهديد الرئيسي لإسرائيل، أكثر بكثير من الإسلاميين السنة المتطرفين الذين هم أيضا يعتبرون أعداءً.

### اعتذار داعش لإسرائيل
في أبريل 2017، أشار وزير الدفاع الإسرائيلي السابق موشيه يعلون إلى الهجوم الذي وقع في نوفمبر 2016 من قبل جيش خالد بن الوليد المبايع لتنظيم داعش في منطقة مرتفعات الجولان. وقال يعلون: «إن تنظيم الدولة أطلق النار باتجاه الجولان مرة واحدة فقط، وسارع إلى الاعتذار فورا».
التزمت إسرائيل الصمت رسميًا على كشف وزير الجيش الإسرائيلي السابق، موشيه يعلون، ورفض المسؤولون الإسرائيليون التعليق على هذه التصريحات وشرح كيف تلقت إسرائيل هذا الاعتذار. في حين ان التواصل مع الإرهابيين ينتهك القانون الإسرائيلي. زعمت الحكومة السورية أن إسرائيل تدعم تنظيم الدولة الإسلامية بشكل جوهري، وهذا ما تنكره إسرائيل بشدة.